# Сонце, всесплошно сонце
Сонце, всесплошно сонце је југословенски кратки филм први пут приказан 11. марта 1968. године. Режирао га је Карпо Аћимовић Година који је заједно са Францеком Рудолфом написао и сценарио.

## Улоге
| Глумац        | Улога |
| ------------- | ----- |
| Манца Кошир   |       |
| Јанез Вајевец |       |